# Planctolpium suteri
Planctolpium suteri es una especie de arácnido del orden Pseudoscorpionida de la familia Olpiidae.

## Distribución geográfica
Se encuentra en Alabama y Florida (Estados Unidos).